# Огласовки в еврейском письме

Тивериадская огласовка стиха ;
чёрным написаны еврейские буквы,
красным — огласовка,
синим — кантилляция

Некудо́т (мн. ч. ивр. נְקֻדּוֹת‎ «точки») или нику́д (ивр. נִקּוּד‎ «расстановка точек») — система огласовок, используемая в еврейском письме, когда оно применяется для записи иврита и арамейского языка. Эти знаки имеют вид комбинаций точек и чёрточек, добавляемых снизу, сверху или внутри букв.

## История
Различные системы огласовок для древнееврейского языка: «вавилонская», «тивериадская», «палестинская» («огласовка земли Израильской»), «самаритянская» разрабатывались иудейскими академиями с раннего Средневековья, отражая различные традиции чтения древнееврейских текстов. Описанная здесь «тивериадская» система была разработана заодно с системой интонационных знаков теами́м (טְעָמִים‎ — «вкусовые свойства») масоретами Тверии (Тиберии) в VI—VII веках для сохранения правильного произношения Танаха — древнееврейского текста Ветхого Завета. К настоящему времени это единственная система огласовки, используемая для еврейского письма.

## Таблица
В этой таблице в качестве базовых согласных букв, к которым добавляются огласовки, использованы буквы бет (ב), хет (ח) и шин (ש). Все остальные буквы, показанные в таблице, являются частями соответствующих огласовок. Точное произношение огласовок зависит от диалекта, сефарды произносят их иначе, чем ашкеназы; произношение, принятое в Израиле, ближе к сефардскому, хотя и не полностью совпадает с ним.
| Знак       | Произношение | Произношение |
| Знак       | тивериадское | современное израильское |
| ---------- | --- | --- |
| בּ          | דָּגֵשׁ (dāḡēš). Этот знак не является огласовкой, а удваивает базовую согласную букву либо указывает на взрывной вариант её произношения. Буква с этим знаком может иметь любую огласовку.                                                   | דָּגֵשׁ (dageš), дагеш. Хотя в транскрипции иврита иногда указывается удвоение согласных, в современном иврите оно игнорируется. Кроме того, различие между взрывным и щелевым произношением сохранилось только у букв (ב, כ, פ), и дагеш указывает на взрывной вариант. Когда этот знак указывает на (бывшее) удвоение согласного, он называется дагеш-хазак (сильный дагеш); когда на взрывной вариант произношения, он называется дагеш-каль (лёгкий дагеш). С большинством букв этот знак пишется в середине, хотя его точное положение зависит от конкретной базовой буквы. С гортанными согласными и буквой реш (א, ה, ח, ע, ר) дагеш не употребляется, но с буквой хей (ה) на конце слова может употребляться маппик — точка, похожая на дагеш и указывающая, что хей в этом случае является согласной, а не «матерью чтения». |
| בָ          | קָמֶץ גָּדוֹל (qāmeṣ gāḏôl). Транскрипция: ā (IPA /ɔː/). | קָמָץ גָּדוֹל (qamáẓ gadól), камац-гадол или просто камац. Иногда слева от этого знака ставится вертикальная чёрточка, чтобы отличать его от камац-катан. Транскрипция: a (IPA /a/). |
| בׇ          | קָמֶץ קָטָן (qāmeṣ qāṭān). Транскрипция: o (IPA /ɔ/). | קָמָץ קָטָן (qamáẓ qatán), камац-катан или камац-хатуф. Транскрипция: o (IPA /o/). Израильтяне обычно заменяют его на холам-мале для лёгкости чтения. |
| בָה, בָא     | קָמֶץ מָלֵא (qāmeṣ mālê). Транскрипция: â (IPA /ɔː/). | קָמָץ מָלֵא (qamáẓ malé), камац-мале или камац-хей. Транскрипция: a (IPA /a/). |
| בֻ          | קִבּוּץ (qibbûṣ). Транскрипция: u (IPA /u/) или ú (IPA /uː/). | קֻבּוּץ (qubbúẓ), куббуц, или קִבּוּץ (qibbúẓ). Транскрипция: u (IPA /u/). Израильтяне обычно заменяют его на шурук для лёгкости чтения. |
| בַ          | פַּתַח (páṯaḥ). Транскрипция: a (IPA /a/) или á (IPA /aː/). | פַּתָּח (patáḥ), патах. Транскрипция: a (IPA /a/). |
| בַה, בַא     | פַּתַח מָלֵא (páṯaḥ mālê). Транскрипция: ậ (IPA /aː/). | פַּתָּח מָלֵא (patáḥ malé), патах-мале. Транскрипция: a (IPA /a/). |
| בֿ          | рафе. Этот знак является не огласовкой, а указанием на отсутствие дагеша, либо на щелевой (фрикативный) вариант произношения согласного, либо на отсутствие его удвоения.                                                                 | רָפֶה (rafé), рафе. Практически не употребляется. Иногда используется в идише для различения букв פּ (IPA /p/) и פֿ (IPA /f/). Также иногда используется для указания непроизносимых букв, таких как ה и א. В древних рукописях почти с каждой буквой пишется либо дагеш, либо рафе. В наиболее запутанном случае — в тексте Десяти заповедей, для которых существует два варианта прочтения, обычно печатаемых объединённо, — с одной буквой могут одновременно писаться и дагеш, и рафе, указывая на то, что согласный считается взрывным в одном варианте прочтения и щелевым — в другом. |
| בֶ          | סְגוֹל (səḡôl). Транскрипция: e (IPA /ɛ/) или é (IPA /ɛː/). | סֶגּוֹל (seggól), сегол. Транскрипция: e (IPA /e/). |
| בֶי, בֶה, בֶא | סְגוֹל מָלֵא (səḡôl mālê). Транскрипция: ệ (IPA /ɛː/). | סֶגּוֹל מָלֵא (seggól malé), сегол-мале или сегол-йод. Транскрипция: e (IPA /e/) или ei (IPA /ei/). |
| שׂ          | Точка сина. Этот знак не является огласовкой, а указывает, что буква шин, над которой он пишется, обозначает звук ś (IPA /ɬ/). Современная транскрипция: s (IPA /s/). Точка сина пишется над третьей (самой левой) палочкой этой буквы    | Точка сина. Этот знак не является огласовкой, а указывает, что буква шин, над которой он пишется, обозначает звук ś (IPA /ɬ/). Современная транскрипция: s (IPA /s/). Точка сина пишется над третьей (самой левой) палочкой этой буквы |
| שׁ          | Точка шина. Этот знак не является огласовкой, а указывает, что буква шин, над которой он пишется, обозначает звук š (IPA /ʃ/). Более распространённая транскрипция: sh. Точка шина пишется над первой (самой правой) палочкой этой буквы. | Точка шина. Этот знак не является огласовкой, а указывает, что буква шин, над которой он пишется, обозначает звук š (IPA /ʃ/). Более распространённая транскрипция: sh. Точка шина пишется над первой (самой правой) палочкой этой буквы. |
| חֳ          | חֲטֶף קָמֶץ (ḥăṭep̄ qāmeṣ). Транскрипция: ŏ (IPA /ɔ/). | חֲטַף קָמָץ (ḥataf qamáẓ), хатаф-камац или краткий камац. Транскрипция: o (IPA /o/). |
| חֲ          | חֲטֶף פַּתַח (ḥăṭep̄ páṯaḥ). Транскрипция: ă (IPA /a/). | חֲטַף פַּתָּח (ḥataf patáḥ), хатаф-патах или краткий патах. Транскрипция: a (IPA /a/). |
| חֱ          | חֲטֶף סְגוֹל (ḥăṭep̄ səḡôl). Транскрипция: ĕ (IPA /ɛ/). | חֲטַף סֶגּוֹל (ḥataf seggól), хатаф-сегол или краткий сегол. Транскрипция: e (IPA /e/). |
| בִ          | חִירֶק (ḥîreq). Транскрипция: i (IPA /i/) или í (IPA /iː/). | חִירִיק (ḥiríq), хирик. Транскрипция: i (IPA /i/). Израильтяне обычно заменяют его на хирик-мале для лёгкости чтения. |
| בִי, בִא     | חִירֶק מָלֵא (ḥîreq mālê). Транскрипция: î (IPA /iː/). | חִירִיק מָלֵא (ḥiríq malé), хирик-мале или хирик-йод. Транскрипция: i (IPA /i/). |
| בֹ          | חֹלֶם (ḥōlem). Транскрипция: ō (IPA /oː/). | חוֹלָם (ḥolám), холам. Транскрипция: o (IPA /o/). Этот знак пишется над левым краем буквы, или слегка дальше (то есть после буквы). Израильтяне обычно заменяют его на ḥolam male для лёгкости чтения. |
| בוֹ, בֹה, בֹא | חֹלֶם מָלֵא (ḥōlem mālê). Транскрипция: ô (IPA /oː/). | חוֹלָם מָלֵא (ḥolám malé), холам-мале. Транскрипция: o (IPA /o/). Этот знак пишется слегка дальше левого края буквы, то есть прямо над вав. |
| בֵ          | צֵרֵי (ṣērê). Транскрипция: ē (IPA /eː/). | צֵירֵי (ẓeré), цере. Транскрипция: e (IPA /e/). |
| בֵי, בֵה, בֵא | צֵרֵי מָלֵא (ṣērê mālê). Транскрипция: ê (IPA /eː/). | צֵירֵי מָלֵא (ẓeré malé), цере-мале или цере-йод. Транскрипция: e (IPA /e/) или ei (IPA /ei/). |
| בְ          | שְׁוָא (šəwâ). Транскрипция: ə (IPA /ə/), либо опускается (когда не обозначает звука). | שְׁווָא (šəvá), шва. Официальная транскрипция: ə (IPA /ə/), либо опускается (когда не обозначает звука); может также передаваться латиницей как e или апостроф ' . |
| בוּ         | שׁוּרֶק (šûreq). Транскрипция: û (IPA /uː/). | שׁוּרוּק (šurúq), шурук. Транскрипция: u (IPA /u/). Этот знак пишется после базовой буквы, потому что представляет собой букву вав с точкой, похожей на дагеш. |